# Sergipe
Sergipe állam Brazíliában, az ország északkeleti régiójában. Alagoas és Bahia államokkal, továbbá az Atlanti-óceánnal határos.

## Földrajzi adatok
- Területe 21 910 km², mellyel a legkisebb állam az országban
- Lakossága 2,2 millió fő volt 2013-ban
- Népsűrűsége 100 fő/km²
- Székhelye: Aracaju

## Fordítás
- Ez a szócikk részben vagy egészben  a   Sergipe című angol Wikipédia-szócikk fordításán alapul.  Az eredeti cikk szerkesztőit annak laptörténete sorolja fel. Ez a jelzés csupán a megfogalmazás eredetét és a szerzői jogokat jelzi, nem szolgál a cikkben szereplő információk forrásmegjelöléseként.